# (1055) Tynka
(1055) Tynka ist ein Asteroid des Hauptgürtels, der am 17. November 1925 vom tschechischen Astronomen Emil Buchar in Prag entdeckt wurde. 
Der Asteroid ist der Mutter des Entdeckers gewidmet.